# Kerncentrale

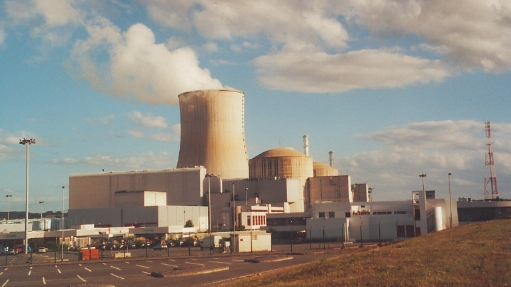
Kerncentrale Civaux in Frankrijk te Civaux, Vienne. Een koeltoren en twee koepels van reactoren zijn zichtbaar vanaf het parkeerterrein.

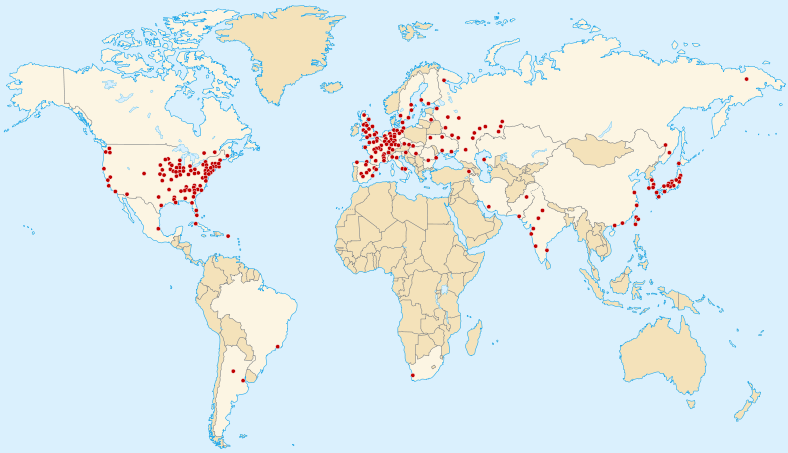
Overzicht van de kerncentrales in de wereld

Een kerncentrale is een elektriciteitscentrale die elektriciteit opwekt met de energie die vrijkomt bij kernsplijting. Hierbij komt geen CO2 vrij. Net zoals bij andere soorten elektriciteitscentrales wordt met deze splijtingswarmte stoom opgewekt die een turbine aandrijft. De mechanische energie in deze turbine wordt via een alternator omgezet in elektrische energie.
Volgens het IAEA waren er op 1 januari 2018 in 30 verschillende landen ter wereld samen 448 kernreactoren in exploitatie, en meer dan 60 in aanleg, vooral in Azië. Hiervan zijn er een honderdtal in de VS en 58 in Frankrijk. Het totale geïnstalleerde vermogen is 392 gigawatt. Een kerncentrale levert globaal een vermogen van tussen de 500 en 1500 megawatt (0,5-1,5 gigawatt). In 2012 was ongeveer 10% van de mondiale elektriciteitsproductie van nucleaire oorsprong.
Doordat een kerncentrale nauwelijks CO2 uitstoot, draagt het toepassen van kernenergie bij aan een beperking van de wereldwijde CO2-uitstoot.

## Principe
In een kerncentrale maakt men gebruik van de 'brandstof' uranium om warmte te genereren. Het uranium wordt vaak aangevuld met plutonium, hetzij gevormd in de reactor zelf door uranium-238, hetzij in de vorm van MOX-brandstof waarin plutonium is gerecycleerd. Met de splijtstof produceert men stoom om via een turbine een elektrische generator aan te drijven. Bij het splijten van uranium komt een grote hoeveelheid warmte vrij. Dit splijtingsproces vindt plaats in de kernreactor van de centrale. Voor het splijtingsproces in een kernreactor wordt meestal een specifieke isotoop van uranium gebruikt: uranium-235. In natuurlijk uranium zit gemiddeld 0,7% van dit uranium-235. De meeste kernreactoren hebben uranium nodig waarin minstens drie procent uranium-235 aanwezig is. De tussenstap die hiervoor nodig is, heet verrijking. Het is ook mogelijk om uranium-238, plutonium of thorium te splijten.
Het verrijkte uranium, waarin veelal nog meer dan 95 procent uranium-238 zit, komt in dichtgelaste staven in de reactor. Dit zijn de zogenoemde splijtstofstaven. De atoomkern van uranium-235 kan gemakkelijk worden gespleten wanneer het een neutron absorbeert. Het atoom valt uit elkaar in brokstukken (splijtingsproducten) en zendt daarbij ook neutronen uit. De neutronen kunnen bij een ander atoom uranium-235 een nieuwe kernsplijting veroorzaken. Daarbij ontstaan opnieuw warmte en enkele neutronen, die elk weer een nieuw atoom kunnen raken. Zo ontstaat een kettingreactie. Alle splijtingen samen zorgen ervoor dat een kerncentrale kan draaien.
De term 'thermische' reactor slaat niet op het feit dat elektriciteit uit warmte wordt geproduceerd, maar op de thermische neutronen. Deze term betekent dat de neutronen in de reactor worden afgeremd totdat ze kunnen worden opgevangen door de U-235-atoomkernen in de splijtstofelementen. Dit afremmen gebeurt door een zogenaamde moderator. Een moderator is bij voorkeur een stof die bestaat uit lichte atomen, zoals water, zwaar water of koolstof (grafiet). Doordat de neutronen tegen deze lichte atomen botsen, remmen ze af van ongeveer 10% van de lichtsnelheid tot een paar kilometer per seconde. Deze 'langzame' neutronen hebben een snelheidsverdeling die meer lijkt op de 'thermische' maxwellverdeling. De U-235-atoomkernen kunnen de snelle neutronen niet opvangen; de langzame worden wel opgevangen, en zorgen dat de U-235-atomen splijten. Een thermische reactor draait dus voornamelijk op direct splijtbare atomen als brandstof. Om ook U-238 (efficiënt) als splijtstof te gebruiken is een 'snelle' reactor nodig, waarbij de snelle neutronen worden ingevangen in het U-238 om de eveneens splijtbare isotoop plutonium-239 te vormen.

### Koeling
Net zoals andere thermische elektriciteitscentrales, hebben kerncentrales koeling nodig. Omdat er voor de veiligheid twee gescheiden koelsystemen zijn (het primaire systeem dat de reactor koelt en het secundaire systeem dat op het buitenwater loost), is er voor kerncentrales naar verhouding meer koeling nodig in vergelijking met reguliere thermische centrales. Omwille van de grote behoefte aan koelwater zijn kerncentrales vaak in de omgeving van rivieren gelegen, of aan zee. Het afvoeren van de warmte uit de reactor via het koelwater dat uiteindelijk uitvloeit naar de omgeving kan de temperatuur van omgevingswater dermate doen stijgen, dat de reactor tijdelijk moet vertraagd of zelfs stilgelegd worden, omdat een efficiënte koeling moeilijker wordt en/of omdat het warmere water het leven van planten en dieren in de rivieren bedreigt. De trend gaat in stijgende lijn: in de Verenigde Staten werd in de jaren 1980 en 1990 doorgaans hooguit één dergelijk incident per jaar gemeld; in 2009 waren het er 9, in 2012 al meer dan 60, volgens een rapport van de Nuclear Regulatory Commission.

## Geschiedenis

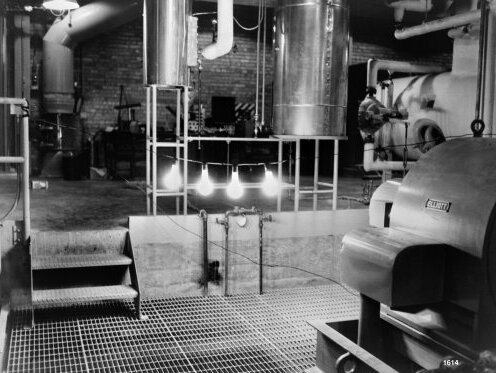
De eerste gloeilampen die op elektriciteit van de kerncentrale EBR-1 (nu Idaho National Laboratory) brandden.

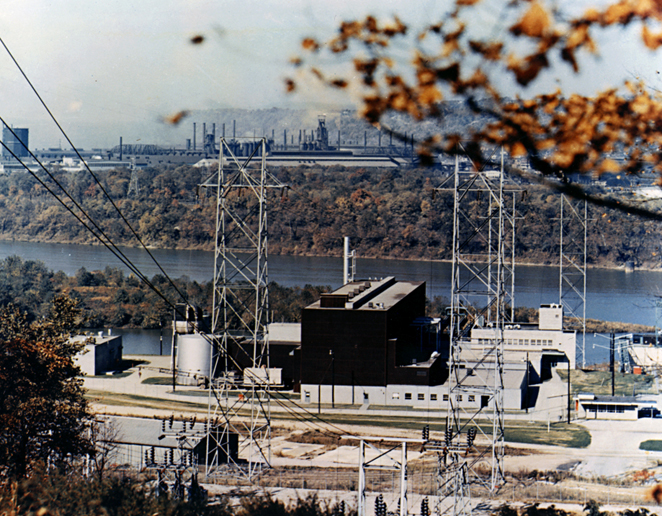
De kerncentrale van 1957 te Shippingport, Pennsylvania was de eerste commerciële reactor in de VS.

Op 2 december 1942 was de eerste gecontroleerde nucleaire kettingreactie, in de eerste kernreactor, de Chicago Pile 1.
In een experimentele reactor in Idaho (Verenigde Staten van Amerika) werd op 20 december 1951 voor het eerst elektriciteit opgewekt met kernenergie. De eerste kerncentrale die elektriciteit aan het net leverde werd op 27 juni 1954 in dienst genomen in Obninsk in de toenmalige RSFSR van de Sovjet-Unie: hij produceerde 5 MW. Maar de eerste commerciële reactor ter wereld was die van Calder Hall in Sellafield, Engeland met een vermogen van 50 MW bij de opening in 1956.

## Radioactieve risico's
Het grootste risico van een kerncentrale is het vrijkomen van radioactief materiaal uit een kernreactor, waarbij de gezondheid van grote aantallen mensen en dieren in een aanzienlijk gebied rond de kerncentrale in gevaar komt. De straling kan vrijkomen als gevolg van een oververhitting in de vitale delen van een reactor of bij beschadiging van de reactor. De uitstoot tijdens de normale werking van de centrale, via de ventilatieschacht van het reactorgebouw en het koelwater, is beperkt.
Nadat een lading kernsplijtstof "op" is gebrand, is ze hoog radioactief en produceert ze nog langere tijd warmte. De splijtstof wordt daarom eerst een periode - meestal een aantal jaar - in een grote waterbak opgeslagen. Daar wordt de straling geabsorbeerd en de warmte die door het radioactieve verval wordt geproduceerd, afgevoerd. Na verloop van tijd neemt de activiteit van de oude splijtstofelementen af, zodat ze droog kunnen worden opgeslagen. Deze splijtstofelementen zijn dan echter nog steeds hoog radioactief, en moeten dan ook voor vele duizenden jaren uit het milieu gehouden worden. In verschillende landen worden dergelijke gebruikte splijtstofelementen opgewerkt: de bruikbare isotopen worden eruit gehaald om nieuwe splijtstofelementen te fabriceren. Wat overblijft, zijn verschillende soorten radioactief afval. In veel landen is er nog geen definitieve opslagplaats voor dit radioactieve afval. Sommige radio-isotopen die als hoogradioactief afval worden betiteld, kunnen in zogenaamde 'snelle reactoren' worden gebruikt als "brandstof", wat hun statuut als afval in vraag stelt.

## Ongevallen
De belangrijkste ongelukken met kerncentrales zijn:
- 1979 - Verenigde Staten: Kernongeluk van Three Mile Island. Er werden geen slachtoffers gemeld.
- 1986 - Sovjet-Unie: Kernramp van Tsjernobyl (2 mensen stierven tijdens het ongeval, 29 enkele dagen later in het hospitaal. Het aantal indirecte doden als gevolg van straling is onduidelijk. 28 gevallen van acute straling en 15 kinderen die stierven aan schildklierkanker zijn duidelijk vastgesteld.)[4]
- 2011 - Japan: Kernramp van Fukushima

Schattingen van het aantal doden bij de kernramp van Tsjernobyl en Fukushima.

Uitbaters van kerncentrales zijn verplicht zich te verzekeren tegen kernongevallen. Hun aansprakelijkheid is strikt en absoluut, maar beperkt door verschillende verdragen en protocollen. Eventuele hogere schade wordt in de praktijk dus door de gemeenschap gedragen.

## Onderdelen van een kerncentrale

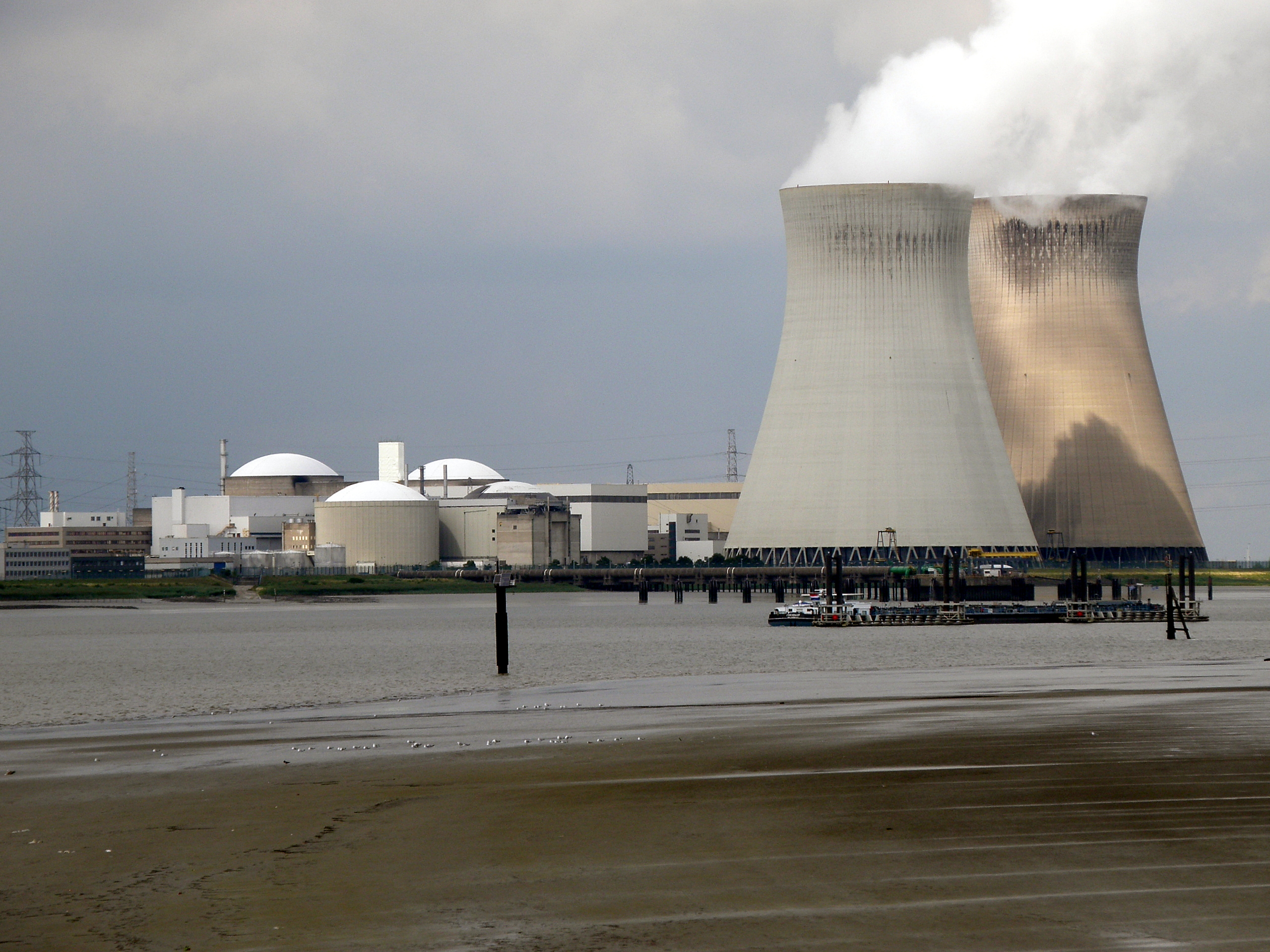
Foto van de kerncentrale te Doel. Duidelijk zichtbaar zijn de vier reactorgebouwen (witte koepels, links), de koeltorens, met de machinezalen ertussen.

Een kerncentralepark bevat alle faciliteiten nodig voor de productie van elektriciteit. Een kerncentralepark kan bestaan uit meerdere kerncentrales, die al dan niet identiek zijn. Iedere kerncentrale heeft een of meerdere kernreactoren. Zo bestaat de Kerncentrale van Doel uit twee (tweeling)centrales van 433 MW elk, en een van ca. 1000 MW. Elke eenheid is dan weer opgebouwd uit 2 à 4 verschillende treinen die onafhankelijk van elkaar kunnen werken.
De kerncentrales in België omvatten de volgende faciliteiten:
- het reactorgebouw: dubbelwandig gebouw dat de kernreactor bevat en daarnaast het drukregelvat dat de druk in het primaire circuit controleert, het primaire circuit, de stoomgeneratoren die de overgang vormen tussen het primaire en secundaire circuit, de primaire pompen die het koelmiddel doen circuleren en een deel van het secundaire circuit
- het splijtstofgebouw voor de opslag van splijtstofelementen uit de kern in dokken tijdens de revisies (elke 12 tot 18 maanden wordt 1/3 van de splijtstof vervangen) en voor het afkoelen van gebruikte kernsplijtstof; de splijtstof wordt onder water opgeslagen.
- het nucleair hulpgebouw dat de hulp- en veiligheidssystemen bevat die nodig zijn in het nucleaire gedeelte van de centrale, evenals dokken voor splijtstofelementen in de centrales die niet over een apart splijtstofgebouw beschikken
- de machinezaal met (de) stoomturbine(s), alternator(en) en condensor(s)
- de controlezaal
- gebouwen voor elektrische en mechanische hulpdiensten
- gebouwen met installaties voor noodsituaties, zoals een bunker (met noodcontrolezaal), alsook een gefilterd afblaas-systeem voor het reactorgebouw

Naast de centrales staan op de sites de volgende faciliteiten:
- administratieve gebouwen
- magazijnen en werkplaatsen
- gebouwen voor nucleair afval(water)behandeling
- onderstations die de aansluiting verzekeren op het elektrisch net (150 kV en 380 kV)
- waterinlaat en koeltorens voor de koeling
- gebouwen voor hulp- en veiligheidsdiensten zoals brandweer
- gebouwen voor noodsituaties, noodkoelvijvers, dieselgroepen, nooddieselgroepen en een noodplankamer
- algemene gebouwen zoals het ontvangstgebouw, het toegangsgebouw en het guesthouse

## Nucleaire installaties
Het begrip "nucleaire installatie" omvat meer dan enkel kerncentrales of kernreactoren. Alle instituten waaraan op grond van de Kernenergiewet een vergunning is verleend, vallen onder het begrip "nucleaire installatie". Dat kunnen bijvoorbeeld onderzoekslaboratoria, opwerkingsfabrieken of verrijkingsinstallaties zijn. Bij wet zijn de vergunninghouders verplicht ongelukken en incidenten met radioactief materiaal te melden bij de bevoegde overheid.

### België

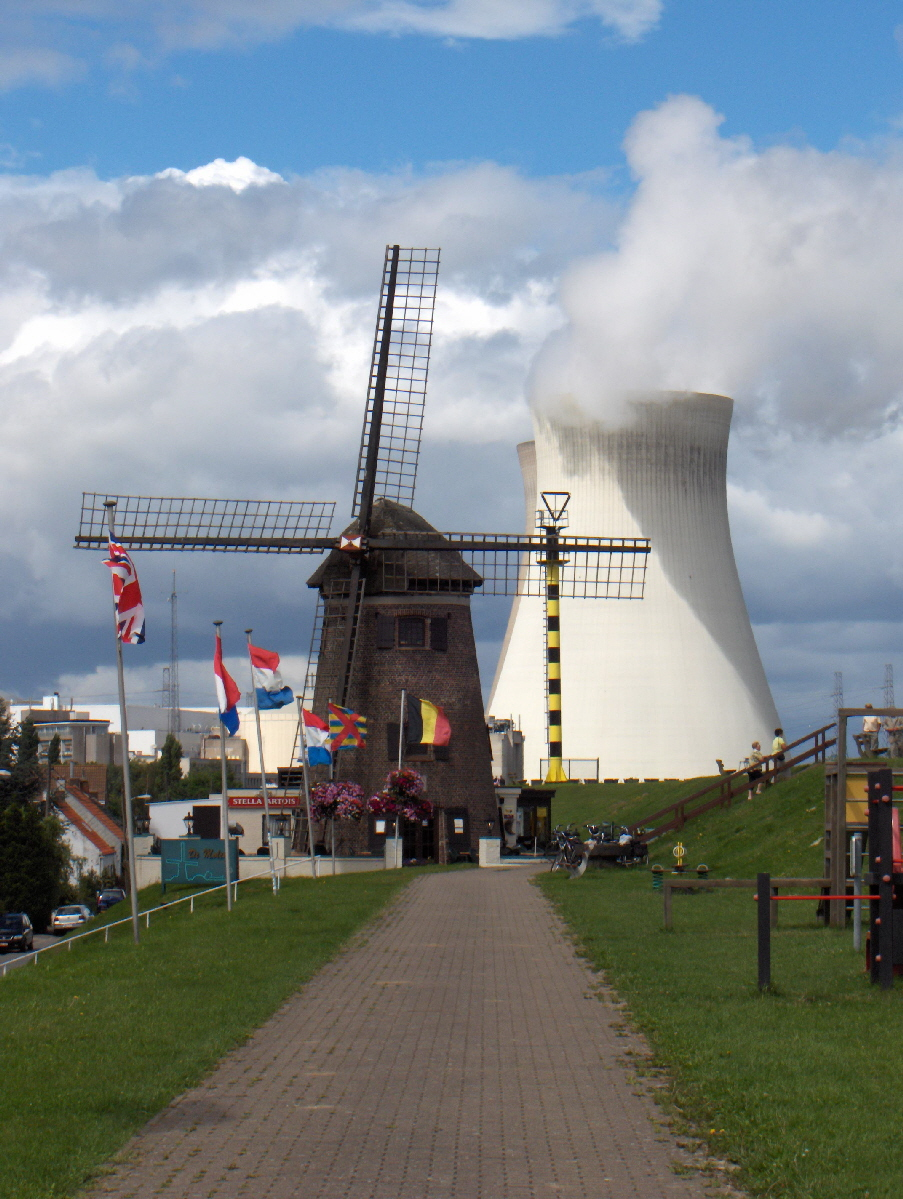
Koeltoren van de Kerncentrale van Doel

België is zeer actief op gebied van kernenergie mede vanwege zijn banden met de voormalige kolonie Belgisch-Kongo, dat uraniummijnen had. Ook het uranium voor de eerste Amerikaanse atoombom op Hiroshima, Little Boy, was afkomstig uit Belgisch Congo.
- Kerncentrale van Doel (4 centrales)
- Kerncentrale van Tihange (gemeente Hoei) (3 centrales)
- Studiecentrum voor Kernenergie SCK•CEN te Mol
- Onderzoeksreactor in Gent (INW). Deze werd in 2003 buiten werking gesteld en zou na een koelperiode van ongeveer drie jaar ontmanteld worden. In 2010 werd een vergunning aangevraagd voor het ontmantelen van de reactor. Het proces is in 2012 begonnen en is in 2014 afgerond.[6][7]
- Op grondgebied Mol/Dessel ligt de nationale nucleair afvalverwerker Belgoprocess.
- In Dessel staan twee fabrieken voor productie van nucleaire brandstof, namelijk FBFC en Belgonucleaire.

Plannen om een achtste reactor te bouwen werden in de jaren tachtig afgeblazen. Electrabel en SPE namen samen een belang van 25% in kerncentrale Chooz, de centrale van Chooz, gelegen net over de Franse grens.
Vanaf 28 januari 2022 gelden strenge beperkingen op het fotograferen van “nucleaire installaties en kritieke inrichtingen”. De wet zou er gekomen zijn, omdat Google weigerde de beelden wazig te maken zonder wettelijke verplichting.

### Nederland

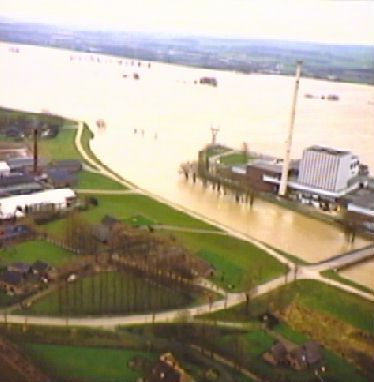
Luchtfoto van de centrale van Dodewaard tijdens hoogwater (1995)

In Nederland is anno 2023 één kerncentrale in bedrijf, de kerncentrale Borssele bij Borssele in Zeeland. Deze centrale is goed voor ongeveer 4 procent van de Nederlandse vraag naar stroom.
Daarnaast was er van 1969 tot 1997 de kerncentrale Dodewaard in bedrijf. Deze is stilgelegd en verkeert anno 2022 in een toestand van zogeheten veilige insluiting, in afwachting van de definitieve ontmanteling.

#### Overige nucleaire installaties
- URENCO Nederland, Almelo (Overijssel), verrijkingsfabriek van uranium. Eigenaar van URENCO is het Engels/Duits/Nederlandse consortium Urenco. Hier wordt uit natuurlijk uranium door middel van ultracentrifuges verrijkt uranium geproduceerd.
- Kernreactoren Petten, onderzoekscentrum in Petten (Noord-Holland). Produceert radioactieve isotopen voor onderzoek en medische toepassingen.
- Hoger onderwijs reactor (HOR), onderzoeksreactor in Delft (Zuid-Holland). Bedoeld voor onderzoek, levert geen elektriciteit. Eigendom van de Technische Universiteit Delft. De reactor werd in 1963 in gebruik genomen en heeft een thermisch vermogen van 2 MW.
- Centrale organisatie voor radioactief afval (COVRA), gevestigd in de gemeente Borsele in Zeeland. Hier wordt hoogradioactief afval voor langere tijd opgeslagen.

#### Plannen voor nieuwe kerncentrales
Eind 20ste eeuw heerste er nog een groot optimisme aangaande kernenergie in Nederland. De verwachting was dat fossiele energie spoedig grotendeels zou worden vervangen door kernenergie, dat werd voorgesteld als een onbeperkte bron van goedkope energie.
In 1969 voorspelde de toenmalige directeur van de Samenwerkende Elektriciteits-Productiebedrijven (SEP) dat er misschien in Nederland vóór 1980 nog drie of vier grote kerncentrales zouden worden gebouwd. In 1972 onthulde de SEP dat er plannen waren om in Nederland binnen twaalf jaar tien kerncentrales te bouwen. In 1985 waren er vergevorderde plannen voor de bouw van drie nieuwe kerncentrales. Deze zouden worden gebouwd op de Maasvlakte, in de Eemshaven en nog een tweede centrale in Borssele. Na de kernramp van Tsjernobyl werden deze plannen bevroren.
In 2006 waren het CDA en de VVD van mening dat er binnen 10 jaar een tweede kerncentrale bij moest komen voor nog eens 4% van de stroombehoefte. De PvdA, SP en GroenLinks waren tegen. De bouw zou enkele jaren uitgesteld kunnen worden volgens staatssecretaris Pieter van Geel.
In 2009 presenteerde het energieconcern DELTA het voornemen om een nieuwe kerncentrale te bouwen te Borssele, Borssele 2. Naast DELTA waren ook RWE en Energy Resources Holding in de race om de centrale te bouwen. Op 22 september 2010 publiceerde het ministerie van VROM de kennisgeving energiewet met daarin een startnotitie met betrekking tot het voornemen van EHR om een centrale te bouwen. In 2012 werden de plannen weer voorlopig opgeschort in verband met overcapaciteit en economische onzekerheden.
In december 2021 publiceerde het aantredende kabinet-Rutte IV een coalitieakkoord waarin staat dat de eerste stappen zullen worden gezet voor de bouw van twee kerncentrales in Nederland. Dit in het kader van een versnelde overstap op duurzame energiebronnen.

### In de wereld

#### Kerncentrales naar leeftijd
Eind 2017 hadden de 448 bestaande kerncentrales samen 17.457 jaar gefunctioneerd, of 39 jaar gemiddeld per centrale.
| Jaar van ingebruikname | Aantal reactoren | Vermogen (MW) |
| ---------------------- | ---------------- | ------------- |
| Voor 1980              | 103              | 75734         |
| 1980-1989              | 210              | 197034        |
| 1990-1999              | 55               | 52492         |
| 2000-2009              | 33               | 25665         |
| 2010-2019              | 47               | 40819         |
| Totaal (eind 2017)     | 448              | 391744        |

#### Kerncentrales naar werelddeel
De overgrote meerderheid van de kerncentrales is in Noord-Amerika, West-Europa en Azië.
| Werelddeel                 | Aantal reactoren | Vermogen (MW) |
| -------------------------- | ---------------- | ------------- |
| Afrika                     | 2                | 1860          |
| Latijns-Amerika            | 7                | 5068          |
| Noord-Amerika              | 118              | 113423        |
| Azië & Verre Oosten        | 110              | 100689        |
| Azië Midden-Oosten en Zuid | 28               | 8475          |
| Europa, Centraal en Oost   | 70               | 51140         |
| Europa, West               | 113              | 111089        |
| Totaal (eind 2017)         | 448              | 391744        |

Rusland bouwde tussen 2010 en 2019 een drijvende kerncentrale, de Akademik Lomonosov. De kerncentrale die gebouwd is in Sint-Petersburg moet stroom en warmte leveren in de buurt van Pevek en vervangt de centrales van Kerncentrale Bilibino die tussen maart 2019 en december 2025 definitief worden stilgelegd. Milieuorganisaties zijn bezorgd om een natuurramp van grote omvang mocht het een keer mis gaan met de centrale.

## Ontmanteling
Bij het einde van de levensduur van een kerncentrale moeten een aantal maatregelen genomen worden voor het afsluiten van de centrale, en het terugkeren naar de groene wei-situatie. Hiervoor zijn verschillende strategieën mogelijk. Het proces verloopt in fases, en duurt meerdere jaren, soms tientallen jaren. Voor de kosten wordt tijdens de gebruiksperiode jaarlijks een fonds aangevuld, dat na het verstrijken van de levensduur voldoende middelen moet bieden voor de ontmanteling.